# Радоробель (річка)
Радоробель — річка в Україні, в Олевському районі Житомирської області. Ліва притока Уборті (басейн Прип'яті).

## Назва
Назва річки має кельтське походження. В сучасній валлійській мові слово rhaeadr має значення - поріг, каскад, а прикметник rhaeadrawl перекладається як - порожистий, водоспадний, гучний, як водоспад. 2003 року, троє науковців з Києва – Костянтин Тищенко та аспіранти В.Ковальчук і М.Бастун дослідили річку і дали наступний експертний висновок: «Біля гирла висохлої р. Радоробель характер течії р. Уборть свідчить про наявність порогу, бо вода вирує і гучно тече. На березі – окремі виходи дикого каменю».

## Опис
Довжина річки приблизно 4,5 км.
Витік та верхів'я річки розташовані у заболоченому лісі із заростями рододендрону жовтого. Береги річки пологі і складені льодовиковими пісками, місцями трапляються виходи кристалічних порід, зокрема граніту.

## Розташування
Бере початок на південному сході від Будків. Тече переважно на південний схід через північно-східну околицю Хмелівку і впадає у річку Уборть, праву притоку Прип'яті.